# نهر ياتي
نهر ياتي هو نهر في كاليدونيا الجديدة (مجموعة جزر في المحيط الهادئ تتبع إداريا إلى الجُمهُوريّة الفَرَنسِيَّة). تبلغ مساحته 450 كيلومترًا مربعًا.  يقع سد ياتي بالقرب من مصب ومدينة ياتي .

## أنظر أيضا
- قائمة أنهار كاليدونيا الجديدة